# Bomberman Max 2
Bomberman Max 2: Blue Advance та Bomberman Max 2: Red Advance — відеоігри в жанрі бойовика 2002 року, розроблена Hudson Soft та випущена для Game Boy Advance компанією Hudson Soft 7 лютого 2002 року в Японії, Majesco Entertainment 4 червня 2002 року в Північній Америці та Vivendi Universal Games 14 березня 2003 року в Європі.

## Сюжет
Бомбермен і Макс були зменшені злим мініпристроєм Муджо. Вони повинні помститися йому та його бандитам і повернутися до свого нормального розміру.

## Ігровий процес
Ігровий процес схожий на більшість ігор про Бомбермена, де Бомбермен і Макс закладають бомби, щоб знищити ворогів, блоки тощо. Однак, на відміну від попередніх ігор про нього, тут відсутній класичний багатоосібний режим, натомість гра більше схожа на гру з покемонами. У цій грі є багато монстрів, яких Бомбермен і Макс можуть зловити та використати на свою користь.
Обидві гри більш-менш однакові, хоча в них є кілька додаткових рівнів.

## Огляди
Bomberman Max 2: Blue Advance і Bomberman Max 2: Red Advance мають загальний рейтинг 75 зі 100 на агрегаторі оцінок Metacritic.